# Il delitto Mattarella
Pour plus de détails, voir Fiche technique et Distribution.
Il delitto Mattarella est un drame italien réalisé par Aurelio Grimaldi et sorti en 2020.

## Synopsis
Le 6 janvier 1980 à Palerme, un tueur abat froidement Piersanti Mattarella alors qu'il venait de monter dans sa voiture avec sa femme, ses deux enfants et sa belle-mère pour se rendre à la messe. Initialement, ce meurtre a été classé comme une attaque terroriste, un groupuscule néofasciste ayant revendiqué l'attentat. L'assassinat présentait néanmoins des points étranges et inhabituels, ce qui a poussé l'écrivain Leonardo Sciascia à faire allusion à des « hypothèses plausibles » qui mettraient en cause la mafia sicilienne.
À la suite de cela, l'homme politique communiste Pio La Torre va s'efforcer de faire passer une loi qui fait de la nature mafieuse d'un crime une circonstance aggravante.

## Fiche technique
Sauf indication contraire, les informations mentionnées dans cette section peuvent être confirmées par la base de données cinématographiques IMDb,  présente dans la section « Liens externes ».
- Titre original : Il delitto Mattarella (litt. « Le crime Matarella »)
- Réalisation : Aurelio Grimaldi
- Assistance à la réalisation : Sergio Ruffino
- Scénario : Aurelio Grimaldi d'après son roman homonyme
- Producteur : Michael Cowan, Federica Folli, Pete Maggi
- Photographie : Alfio D'Agata
- Montage : Daniele Camaioni
- Scénographie : Valentina Arcuri
- Musique : Marco Werba
- Costumes : Caterina Nardi Vinci
- Effets spéciaux : Liquix.Studio
- Trucages : Francesca Fiore
- Société de production : Arancia Cinema, Cine 1 Italia
- Format : Couleur
- Pays de production :  Italie
- Langue de tournage : italien
- Genre : drame
- Durée : 97 minutes
- Date de sortie :
  - Italie : 2 juillet 2020[1]

## Distribution
- Antonio Alveario : Enrico Berlinguer, le secrétaire général du PCI
- Claudio Castrogiovanni : Pio La Torre
- Nicasio Catanese : Bernardo Mattarella
- David Coco : Piersanti Mattarella
- Francesco Di Leva : Massimo M.
- Donatella Finocchiaro : Irma Mattarella
- Lollo Franco : Michele Sindona
- Sergio Friscia : Rosario Spatola

## Sortie
La bande-annonce sort le 18 février 2020.
Le film devait sortir dans les salles italiennes le 19 mars 2020, mais a été repoussé au 2 juillet du fait de la fermeture des cinémas en raison de la pandémie de Covid-19 en Italie.